# 11933 Хімука
11933 Хімука (англ. 11933 Himuka) — астероїд головного поясу, відкритий 15 березня 1993 року.
Тіссеранів параметр щодо Юпітера — 3,327.